# Seznam urugvajskih nogometašev
Seznam urugvajski nogometašev.

## A
- Sebastián Abreu
- Luis Aguiar
- Carlos Alberto Aguilera
- Sasha Aneff
- Ronald Araújo
- Egidio Arévalo

## B
- Jorge Barrios
- Rodrigo Bentancur
- Joe Bizera
- Carlos Bueno

## C
- Leandro Cabrera
- Martín Cáceres
- Fabián Carini
- Juan Castillo
- Nery Alberto Castillo
- Héctor Castro
- Edinson Cavani
- Javier Chevantón
- Sebastián Coates

## E
- Sebastián Eguren
- Federico Elduayen

## F
- Álvaro Fernández
- Sebastián Fernández
- Andrés Fleurquin
- Diego Forlán
- Enzo Francescoli
- Jorge Fucile

## G
- Pablo Gabriel García
- Walter Gargano
- Diego Godín
- Álvaro González
- Ignacio 'Nacho' González
- Isabelino Gradín
- Gianni Guigou

## H
- Abel Hernández

## L
- Alejandro Lago
- Diego Laxalt
- Alejandro Lembo
- Nicolás Lodeiro
- Diego Lugano

## M
- Federico Magallanes
- Jorge Andrés Martinez
- Gustavo Méndez
- Óscar Miguez
- Paolo Montero
- Richard Morales
- Fernando Morena
- Gustavo Munúa
- Fernando Muslera

## N
- Nahitan Nández
- José Nasazzi

## O
- Rubén Olivera
- Fabián O'Neill

## P
- Walter Pandiani
- Álvaro Pereira
- Maxi Pereira
- Diego Pérez
- Pedro Petrone
- José Piendibene
- Víctor Púa

## R
- Gastón Ramírez
- Álvaro Recoba
- Mario Ignacio Regueiro
- Egidio Arévalo Ríos
- Cristian Rodríguez
- Damián Rodríguez
- Darío Rodríguez
- Jorge Marcelo Rodríguez
- Rodolfo Sergio Rodríguez
- Ángel Romano
- Marcelo Romero

## S
- Gonzalo de los Santos
- Héctor Scarone
- Andrés Scotti
- Bruno Silva
- Darío Silva
- Martín Andrés Silva
- Gonzalo Sorondo
- Luis Suárez
- Christian Stuani

## V
- Carlos Adrián Valdez
- Gustavo Varela
- Obdulio Varela
- Mauricio Victorino

## Z
- Marcelo Zalayeta